# Infecção hospitalar
Infecção relacionada a assistência à saúde (IRAS), também conhecida como
Infeção hospitalar (português europeu) ou infecção hospitalar (português brasileiro) (AO 1990: infecção ou infeção)
```
é qualquer tipo de infecção adquirida após o paciente ser submetido a um procedimento de assistência à saúde (atendimento ambulatorial, cirurgia, exame, administração de medicamentos, 
home care
, etc.) ou a uma internação, que possa ser relacionada a estes eventos. A definição mais atualizada não estabelece tempo limite universal para a definição de IRAS, devendo-se sempre avaliar os patógenos envolvidos e seus mecanismos fisiopatológicos. Caso o período de incubação do microrganismo envolvido for desconhecido e não houver evidência clínica ou dado laboratorial de infecção no momento da internação ou intervenção de saúde, as IRAS são definidas como aquelas iniciadas a qualquer momento após procedimentos, estando o paciente internado ou não. No caso de pacientes internados com infecção por patógeno de tempo de incubação desconhecido, considera-se IRAS aquelas infecções ocorridas a partir do terceiro dia de internação.
[
1
]
```

Há mais de vinte anos, a infecção hospitalar era um fantasma que pairava nos quartos e corredores dos hospitais, assombrando apenas os médicos e enfermeiros. A agonia sofrida pelo ex-presidente brasileiro Tancredo Neves trouxe esse fantasma para o cotidiano de todos os brasileiros. Termos como septicemia, diverticulite, infecção generalizada se popularizam.
Desde então, a infecção hospitalar não mudou, apenas tornou-se mais conhecida, permanecendo como um dos flagelos mundiais na área de saúde, pois nenhum país tem o controle absoluto da infecção hospitalar, apenas existem países que possuem números mais baixos de contaminação.

## Prevenção
A prevenção de infecções hospitalares por todo o mundo depende muito mais da instituição hospitalar e de seus trabalhadores do que dos pacientes, já que ninguém se interna com intenção de contrair doenças dentro do hospital.
Os cuidados para não ocorrer elevado número de infecções e sua prevenção e controle envolvem medidas de qualificação da assistência hospitalar, de vigilância sanitária e outras, tomadas no âmbito do município e estado e também do antigo e simples costume de lavar as mãos, já que grande parte das pessoas não o fazem nos hospitais.

## Controle
Desde que no século XIX se pôde observar os seres microscópicos que produzem doenças, cientistas e médicos buscaram a forma de destruí-los e evitar a invasão de novos microorganismos.
Na idade média, desconhecendo a causa, queimavam os móveis e utensílios e o cadáver da pessoa que morria nas epidemias de cólera ou de peste, intuindo que havia algum elemento causador da doença que passava de uma pessoa doente ou de seus objetos para outras pessoas.
Louis Pasteur (1822-1895) descobriu algumas das bactérias causadoras de doença e que muitas delas morriam se aquecidas acima de certa temperatura. A “pasteurização” do leite consiste em aquecê-lo durante meia hora a 60 graus; isso mata as bactérias patogênicas e evita a transmissão de algumas enfermidades.
Antes de Pasteur, um medico que trabalhou em Viena e em Budapeste, Ignácio Semmelweis (1818-1865) obrigava todos a lavarem as mãos com água e sabão ou aplicar em si próprios hipoclorito de cálcico antes de atenderem as parturientes, o que determinou uma diminuição na mortalidade por febre puerperal de 18% para 2%.
Nessa época, um cirurgião inglês, Joseph Lister (1827-1912), fez com que os cirurgiões se lavasssem com solução de fenol e aplicou pomadas de ácido fênico nas feridas, reduzindo o número de infecções.
A importância de Lister é grande, porque implantou os princípios de assepsia, isto é, manter livre de germes os centros cirúrgicos.
O costume de manter o ambiente limpo e de trabalhar com os doentes nas condições mais assépticas possíveis foi pouco a pouco assumido por todas as pessoas dedicadas a atender enfermos. A partir dessa época, novos descobrimentos se fizeram, como o uso de luvas de borracha, a esterilização por vapor de água e o emprego de anti-sépticos cada vez mais eficazes. Parte desses descobrimentos continuam sendo usados, porém o grande avanço de nossa época é o uso de material descartável e os métodos industriais de esterilização, que significaram grande progresso no controle das infecções.
Ao mesmo tempo em que se progredia no estudo dos compostos capazes de destruir os germes patogênicos sobre os materiais e sobre a pele, começou-se a buscar substâncias que destruíssem os germes no interior do organismo, sem prejuízo para as células das pessoas. No principio do século XX, foram descobertas as sulfamidas, que matavam alguns micróbios, mais o avanço mais importante supõe-se ter sido a obtenção, em 1929, do primeiro antibiótico (a penicilina) a partir de um tipo de fungo, Alexander Fleming (1881-1955), embora a sua produção e comercialização só ocorressem nos anos 40. Desde então, até a atualidade, foram descobertos e produzidos outros antibióticos cada vez mais eficazes no tratamento de muitas doenças infecciosas.
Não devem ser esquecidos também os estudos sobre as defesas do próprio organismo contra as infecções e o descobrimento das vacinas no final do século XIX. A partir daí, o uso generalizado e sistemático das vacinações fez diminuir a incidência de algumas doenças e desaparecer outras, como a varíola, que nos séculos passados produzia grande número de mortes.
Em 2010, pesquisadores escoceses desenvolveram, na Universidade de Strathclyde, um método chamado de descontaminação denominado Sistema de Descontaminação Ambiental de Luz (High-Intensity Narrow-Spectrum) que utiliza luz de alta intensidade. O método tem 60% mais eficácia que os métodos tradicionais de eliminação de bactérias e fungos.

## Potencial de contaminação da incisão cirúrgica
O número de microorganismo presentes no tecido a ser operado determinará o potencial de contaminação da ferida cirúrgica. De acordo com a Portaria n° 2.616/98, de 12 de maio de 1998, do Ministério da Saúde, as cirurgias são classificadas em:
Limpas: realizadas em tecidos estéreis ou de fácil descontaminação, na ausência de processo infeccioso local, sem penetração nos tratos digestório, respiratório ou urinário, em condições ideais de sala de cirurgia. Exemplo: cirurgia de ovário;
Potencialmente contaminadas: realizadas em tecidos de difícil descontaminação, na ausência de supuração local, com penetração nos tratos digestório, respiratório ou urinário sem contaminação significativa. Exemplo: redução de fratura exposta;
Contaminadas: realizadas em tecidos recentemente traumatizados e abertos, de difícil descontaminação, com processo inflamatório mas sem supuração. Exemplo: apendicite supurada;
Infectadas: realizadas em tecido com supuração local, tecido necrótico, feridas traumáticas sujas.

## Defesas contra as infecções
Sabemos que existem micróbios patogênicos no ar, nos objetos e sobre a pele, porém normalmente estes não produzem infecções porque existe uma série de barreiras naturais que protegem as possíveis portas de entrada dos germes. Finalmente, nós, seres humanos, somos parte da natureza e nela há uma ininterrupta batalha entre os seres vivos e outros, que às vezes se mantêm em equilíbrio e às vezes se destroem.
A barreira mais importante contra os germes ambientais é a pele. A capa superficial da pele é formada por células mortas com grande quantidade de queratina – a mesma substância que forma as unhas. Esta faz com que a pele seja impermeável e, com a secreção gordurosa e o suor, evite que os micróbios penetrem no organismo. Se a pele se rompe ou se altera, as bactérias que normalmente nela vivem podem introduzir-se no organismo, produzindo infecção.
Outra via importante para a entrada de germes é a respiratória. Aqui, entre células que recobrem a faringe e a traquéia, existem células que segregam mucosidade para reter os elementos estranhos, e além disso tem cílios que se movem continuamente para expulsá-los para o exterior. Esse epitélio fica alterado nos fumantes e drogados, por isso eles têm mais infecções respiratórias do que os não-fumantes.
A entrada de germes pelo aparelho digestivo esta protegida pela saliva e sucos gástricos, que têm capacidade de destruir alguns micróbios. O rim e a via urinária são protegidos pelo esfíncter de saída e o esvaziamento periódico da urina.
Também a vagina e os olhos têm secreções protetoras das infecções. São o fluxo vaginal e a lágrimas. A alteração dessas secreções facilita o surgimento de infecções.